# راهنمای آنلاین
راهنمای آنلاین (انگلیسی: Online help) یا کمک آنلاین، به اطلاعات موضوعی، رویه ای یا مرجع، ارائه شده توسط نرم‌افزارهای رایانه ای اطلاق می‌شود. اغلب راهنماهای آنلاین برای کمک به استفاده از نرم‌افزارها یا سیستم‌های عامل طراحی می‌شوند، اما می‌توانند برای ارائه اطلاعات در طیف وسیعی از موضوعات نیز مورد استفاده قرار گیرند. امروزه راهنماهای آنلاین تا حد زیادی جایگزین سیستم‌های پشتیبانی مشتری شده‌است، که اغلب از طریق اپراتورهای تلفنی انجام می‌گرفت.